# Tunisiens herrlandslag i volleyboll
Tunisiens herrlandslag i volleyboll representerar Tunisien i volleyboll på herrsidan. Laget har vunnit afrikanska mästerskap ett stort antal gånger. De har också deltagit flitigt i globala tävlingar som OS och VM, dock med begränsad framgång.

### Fotnoter
1. ↑  ”1958 Senior European Championships” (på engelska). Confédération Européenne de Volleyball. https://www-old.cev.eu/Competition-Area/competition.aspx?ID=264&PID=570. Läst 18 april 2024.
2. ↑  ”African Games 1965” (på engelska). Volleybox. https://volleybox.net/men-african-games-1965-o6299. Läst 1 november 2023.
3. ↑  Todor Krastev. ”Men Volleyball I Africa Championship 1967 Tunis, Tunisia 26.07 - Winner Tunisia (1st)” (på engelska). http://todor66.com/volleyball/Africa/Men_1967.html. Läst 18 april 2024.
4. ↑  Todor Krastev. ”Men Volleyball II Africa Championship 1971 Cairo, Egypt - July - Winner Tunisia (2nd)” (på engelska). http://todor66.com/volleyball/Africa/Men_1971.html. Läst 18 april 2024.
5. ↑  ”Olympedia”. https://www.olympedia.org/results/37145.
6. ↑  Todor Krastev. ”Men Volleyball IV Africa Championship 1979 Tripoli, Libya - 09-15.11 - Winner Tunisia (3rd)” (på engelska). http://todor66.com/volleyball/Africa/Men_1979.html. Läst 31 oktober 2023.
7. ↑  ”FIVB Volleyball Men's World Championship 2014 Qualification” (på engelska). Fédération Internationale de Volleyball. 24 september 2015. https://web.archive.org/web/20150924145143/http://www.fivb.org/PL/Volleyball/Competitions/WorldChampionships/2014/Men/pastresults.asp?year=1982. Läst 31 oktober 2023.
8. ↑  Todor Krastev. ”Men Volleyball V Africa Championship 1983 Cairo, Egypt 07-14.12 - Winner Egypt (2nd)” (på engelska). http://todor66.com/volleyball/Africa/Men_1983.html. Läst 20 april 2024.
9. ↑  ”Olympedia”. https://www.olympedia.org/results/37341.
10. ↑  ”Olympedia”. https://www.olympedia.org/results/37404.
11. ↑  ”Olympedia”. https://www.olympedia.org/results/37560.
12. ↑  ”Olympedia”. https://www.olympedia.org/results/37760.
13. ↑  Todor Krastev. ”Men Volleyball XVI Africa Championship 2007 Durban (RSA) - 16-22.09 Winner Egypt (4th)” (på engelska). http://www.todor66.com/volleyball/Africa/Men_2007.html. Läst 20 april 2024.
14. ↑  Todor Krastev. ”Men Volleyball XVII Africa Championship 2009 Tetouan (MOR) 27.09-04.10 Winner Egypt (5th)” (på engelska). http://www.todor66.com/volleyball/Africa/Men_2009.html. Läst 19 april 2024.
15. ↑  ”2010 FIVB Volleyball World Championship - Italy” (på engelska). Fédération Internationale de Volleyball. http://www.fivb.org/EN/Volleyball/Competitions/WorldChampionships/2010/Men/FinalStanding.asp?Tourn=MWCH2010. Läst 4 februari 2024.
16. ↑  ”Olympedia”. https://www.olympedia.org/results/329000.
17. ↑  ”Tournament Standing - FIVB Volleyball Men's World Championship Poland 2014” (på engelska). Fédération Internationale de Volleyball. http://poland2014.fivb.org/en/competition/final-standing. Läst 4 februari 2024.
18. ↑  ”Olympedia”. https://www.olympedia.org/results/19001150.
19. ↑  ”Volleyball, Africa: African Championship 2021 Standings - Soccerstand.com” (på engelska). https://www.soccerstand.com/volleyball/africa/african-championship-2021/standings/#/6BwErRCc/draw. Läst 1 november 2023.
20. ↑  volleyballworld.com. ”Volleyball Challenger Cup 2022 - Men's standings” (på engelska). https://en.volleyballworld.com/volleyball/competitions/challenger-cup-2022/standings/men/#round-f. Läst 3 maj 2024.
21. ↑  volleyballworld.com. ”FIVB Men's World Championship 2022” (på engelska). https://en.volleyballworld.com/volleyball/competitions/men-world-championship-2022/standings/#round-f. Läst 4 februari 2024.
22. ↑  volleyballworld.com. ”Volleyball Challenger Cup 2023 - Men's standings” (på engelska). https://en.volleyballworld.com/volleyball/competitions/challenger-cup-2023/standings/men/#round-f/. Läst 3 maj 2024.
23. ↑  ”Live Center - Men's African Nations Championship 2023” (på engelska). Fédération Internationale de Volleyball. https://live.app.fivb.com/tournaments/1408/matches. Läst 31 oktober 2023.
24. ↑  ”Volleyball African Championships Index” (på engelska). Sport Statistics. Arkiverad från originalet den 26 juni 2015. https://web.archive.org/web/20150626142055/http://todor66.com/volleyball/Africa/index.html. Läst 30 juni 2015.